# Unio pictorum
Unio pictorum е вид мида от семейство Unionidae.

## Разпространение
Видът е разпространен в Австрия, Албания, Андора, Беларус, Белгия, Босна и Херцеговина, България, Великобритания, Германия, Грузия (Абхазия), Гърция, Дания, Джърси, Естония, Испания, Казахстан, Латвия, Литва, Люксембург, Молдова, Монако, Нидерландия, Норвегия, Полша, Португалия, Северна Македония, Румъния, Русия (Европейска част на Русия, Западен Сибир и Калининград), Словакия, Словения, Сърбия, Турция, Украйна, Унгария, Финландия, Франция, Хърватия, Черна гора, Чехия, Швейцария и Швеция.